# Liste der Nummer-eins-Hits in Kanada
Die Nummer-eins-Hits der Musikbranche in Kanada werden wöchentlich ermittelt. Als Maßstab gelten die Verkaufszahlen der Singles. Die Canadian Hot 100 werden wie die Billboard Hot 100 von Billboard ausgewertet und veröffentlicht. Die Canadian Hot 100 werden seit dem 7. Juni 2007 ausgewertet; erstmals wurden sie am 16. Juni veröffentlicht. Die erste Nummer-eins-Single war Umbrella von Rihanna feat. Jay-Z.
Die Liste ist nach Jahren aufgeteilt.